# Альберто Бурбон-Сицилийский
Альберто Бурбон-Сицилийский (Альберто Лодовико Мария Филипо Гаетано; 2 апреля 1792 или 2 мая 1792, Неаполь — 25 декабря 1798 или 24 декабря 1798) — принц неапольский и сицилийский, сын короля Обеих Сицилий Фердинанда I и Марии Каролины Австрийской. Умер на борту британского военного корабля HMS Vanguard.
Альберто был шестнадцатым ребёнком и седьмым сыном своих родителей. Его мать была дочерью императрицы Марии Терезии и, следовательно, сестрой Марии Антуанетты . С рождения он был третьим в очереди на неаполитанский престол после своих братьев принца Франциска и принца Леопольда. 
С началом Французской революции в 1789 году неаполитанский двор не был враждебно настроен движению. Когда французская монархия была упразднена, а тетя и дядя Альберто были казнены, его родители присоединились к первой коалиции против Франции в 1793 году, через год после рождения Альберто.
Хотя в 1796 году с Францией был заключён мир, к 1798 году конфликт снова разгорелся. Было решено, что королевская семья должна бежать на Сицилию. Семья покинула Неаполь 21 декабря 1798 года на борту HMS Vanguard, судна британского Королевского флота, которое в свою очередь защищалось двумя неаполитанскими военными кораблями.
Именно на борту HMS Vanguard на Рождество Альберто умер от истощения в возрасте шести лет. Он был похоронен в Палермо вскоре после прибытия туда королевской семьи; его похороны были первым официальным мероприятием его семьи на Сицилии. Он умер в тот же день, что и его кузина Мария Амалия Австрийская.